# サファーとマルワ

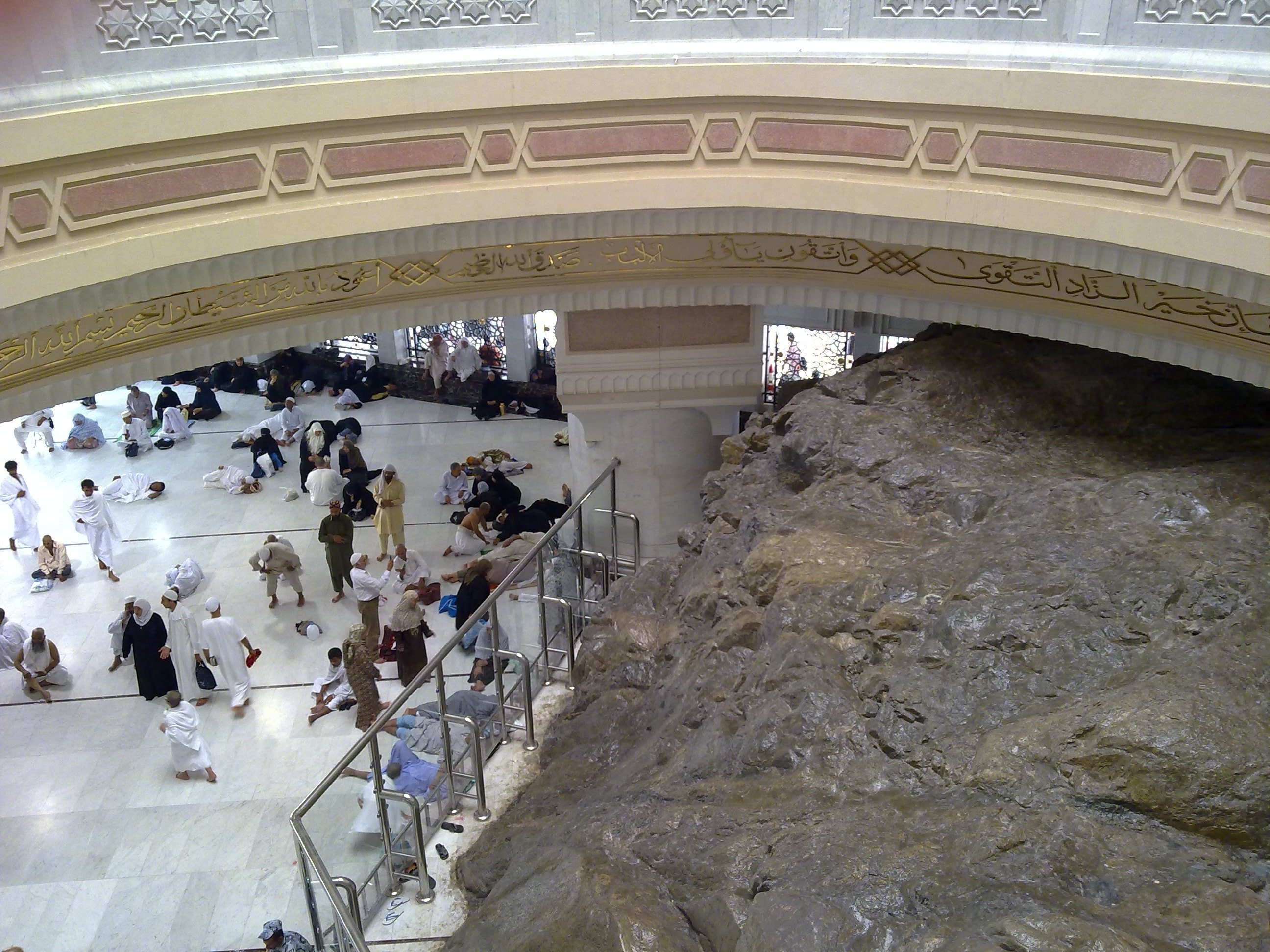
サファー

サファー (アラビア語: الصّفا、Aṣ-Ṣafā) とマルワ (アラビア語: المروة、Al-Marwah) は、サウジアラビアのメッカに建つマスジド・ハラームにある2つの小さな丘である。ハッジとウムラーの儀式において、ムスリムはその間を7往復する。サファーとマルワは、神が預言者イブラーヒームとその妻ハジャール、そしてその子イスマーイールに与えた試練の舞台であり、ハジャールはイスマーイールに与える水を求めて一人でサファーとマルワの間の砂漠を7往復した。この故事にちなみ、巡礼に訪れたムスリムはその苦難と神の慈悲を追体験するため、サファーとマルワの間を7往復するのである。 

## ロケーション

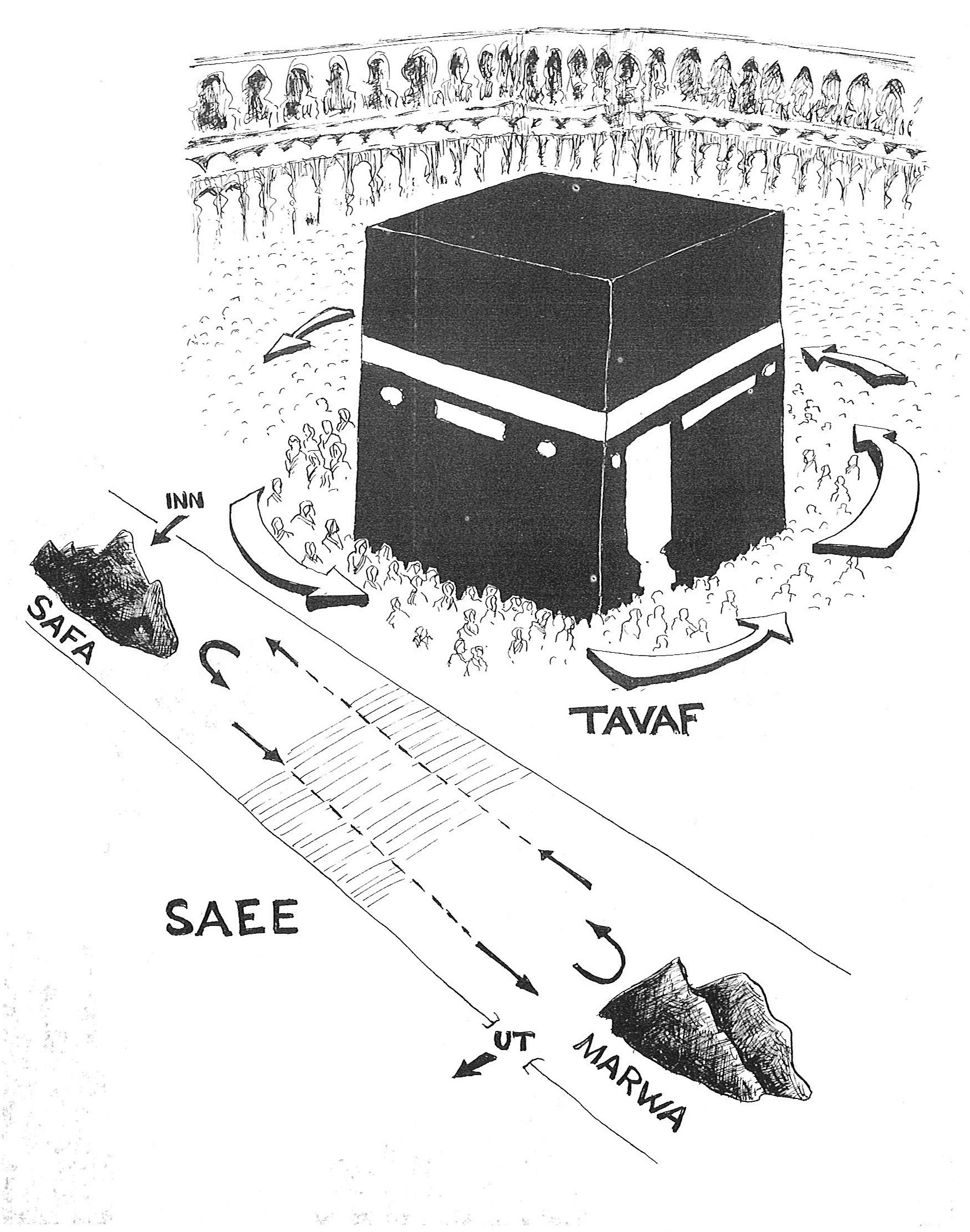
カアバに隣接するサファーおよびマルワとその間の移動経路

マスジド・ハラームには、すべてのムスリムが祈りを捧げる目標となるカアバが置かれている。儀式の起点となるサファーとマルワはそれぞれカアバから100メートルおよび350メートル離れている。サファーとマルワの間は約450メートルである。このため、サファーとマルワの間を7往復すると、およそ3.2キロメートルとなる。サファーおよびマルワとその間の道は、モスクの一部を成す長い回廊の中にある。メッカを訪れた巡礼者は、この道を往復することでまだ赤子のイスマーイールのため水と助けを求めてこの2つの丘を何度も往復したハジャールの苦難を偲ぶ。 

## 伝説
イスラム教の伝説によれば、神は預言者イブラーヒーム (アブラハム) にその妻ハジャール (ハガル) と息子イスマーイール (イシュマエル) をサファーとマルワの間の砂漠に置き去るよう命じた。持たされた食料が尽きると、ハジャールは助け探し歩いた。その際、身動きが取りやすいよう、ハジャールはイスマーイールを置いて一人で行った。最初に近くにあったサファーに登って辺りを見回したが何も見つからなかったので、今度はマルワに登って辺りを見回した。丘を登っている間はイスマーイールの姿が見え、その無事を確認できたが、丘の間の谷を歩く間はイスマーイールの姿は見えず不安になるため、ハジャールは丘を登るときは普通に歩き、谷は走っていった。ハジャールは猛暑にもかかわらず丘の間を7往復したが何も見つけることができず、イスマーイールの元に戻った。息子の元にたどり着いたときハジャールは神の声を聞き、天使ジブリールが水のある場所に遣わされたと知った。彼女はジブリールの翼を頼りに水を探し当ててそれを飲み、イスマーイールに乳を与えて育てた。その湧き水がザムザムの泉であるという。その後、母子の元を通りかかったベドウィンの一団は、水が湧き出した奇跡に驚いてこの地に留まることを決め、ハジャールとイスマーイールの母子とともに定住した。この集落が現在のメッカとなった。 

## サアイ
サアイ (アラビア語: سعي、Sa'ī、「探す」の意) は、ハジャールが息子のために必死で行った水探しの苦難と、その祈りに応えた神の慈悲深さを記銘するために行われる儀式である。現在はサファーとマルワの間の道は屋根付きの回廊になっており、一方通行の歩道が4本設けられている。そのうち内側の2本は高齢者と身体障害者の専用通路になっている。 

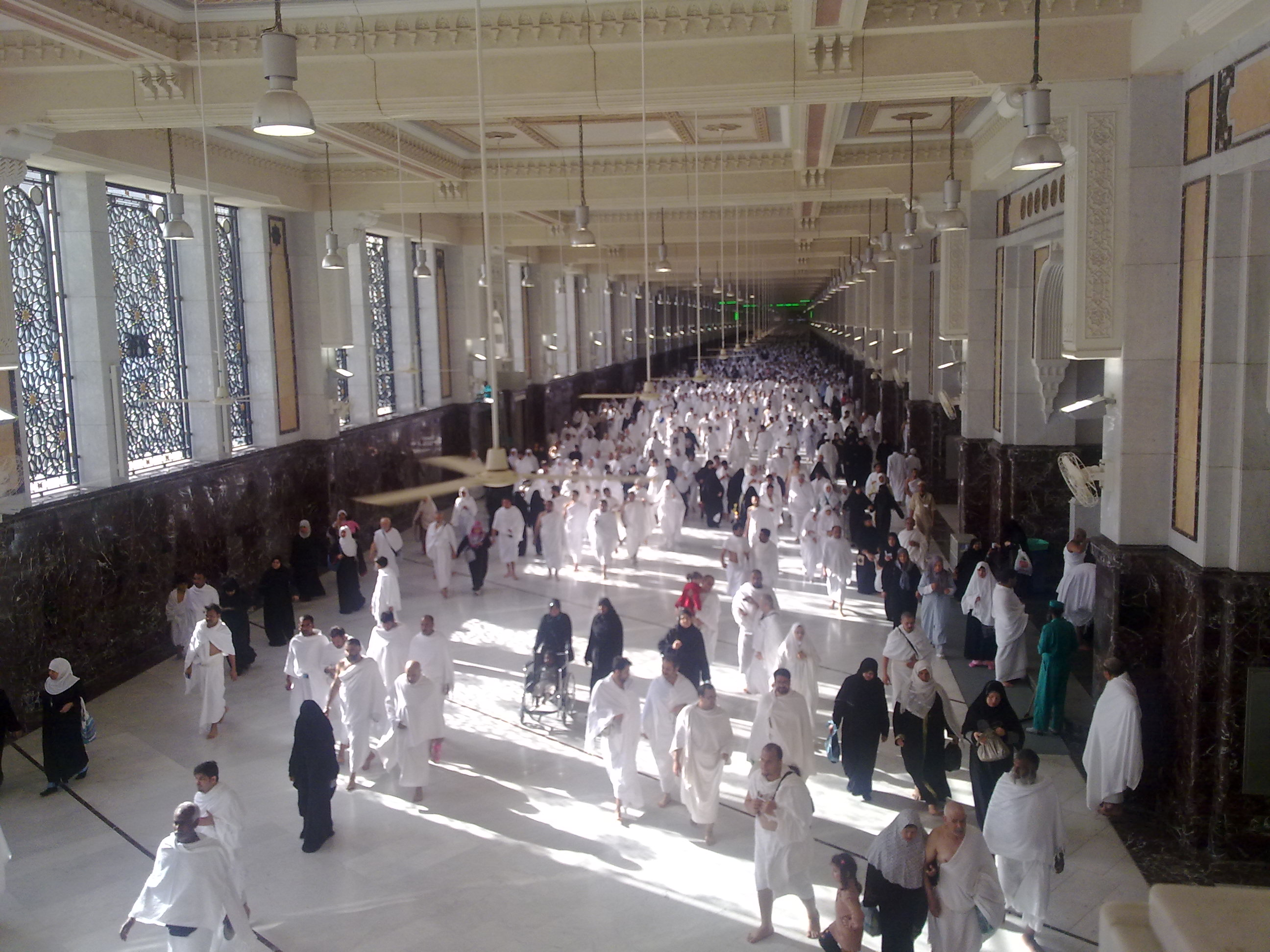
サファーに向かう歩道
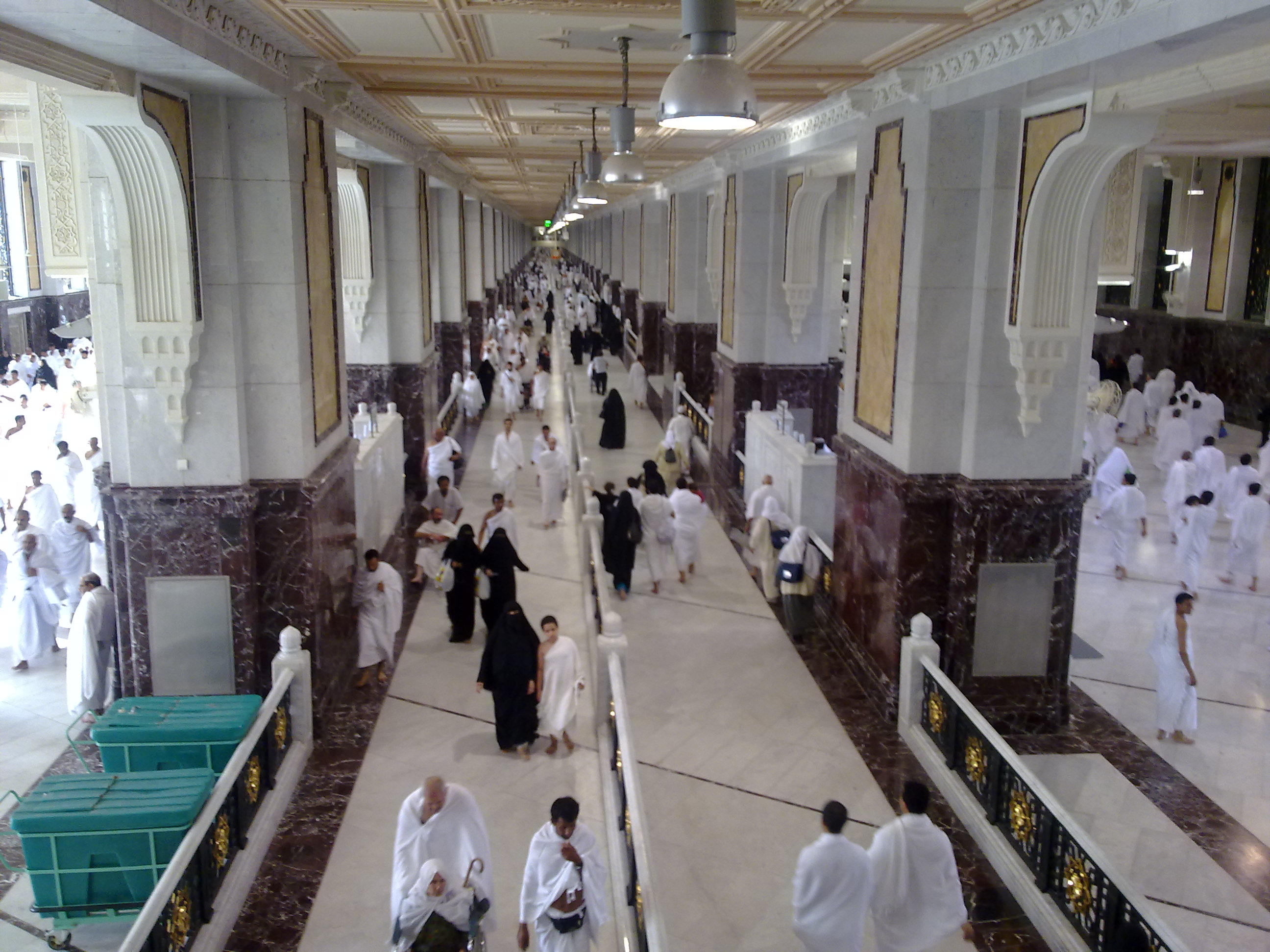
高齢者および身体障害者のための通路
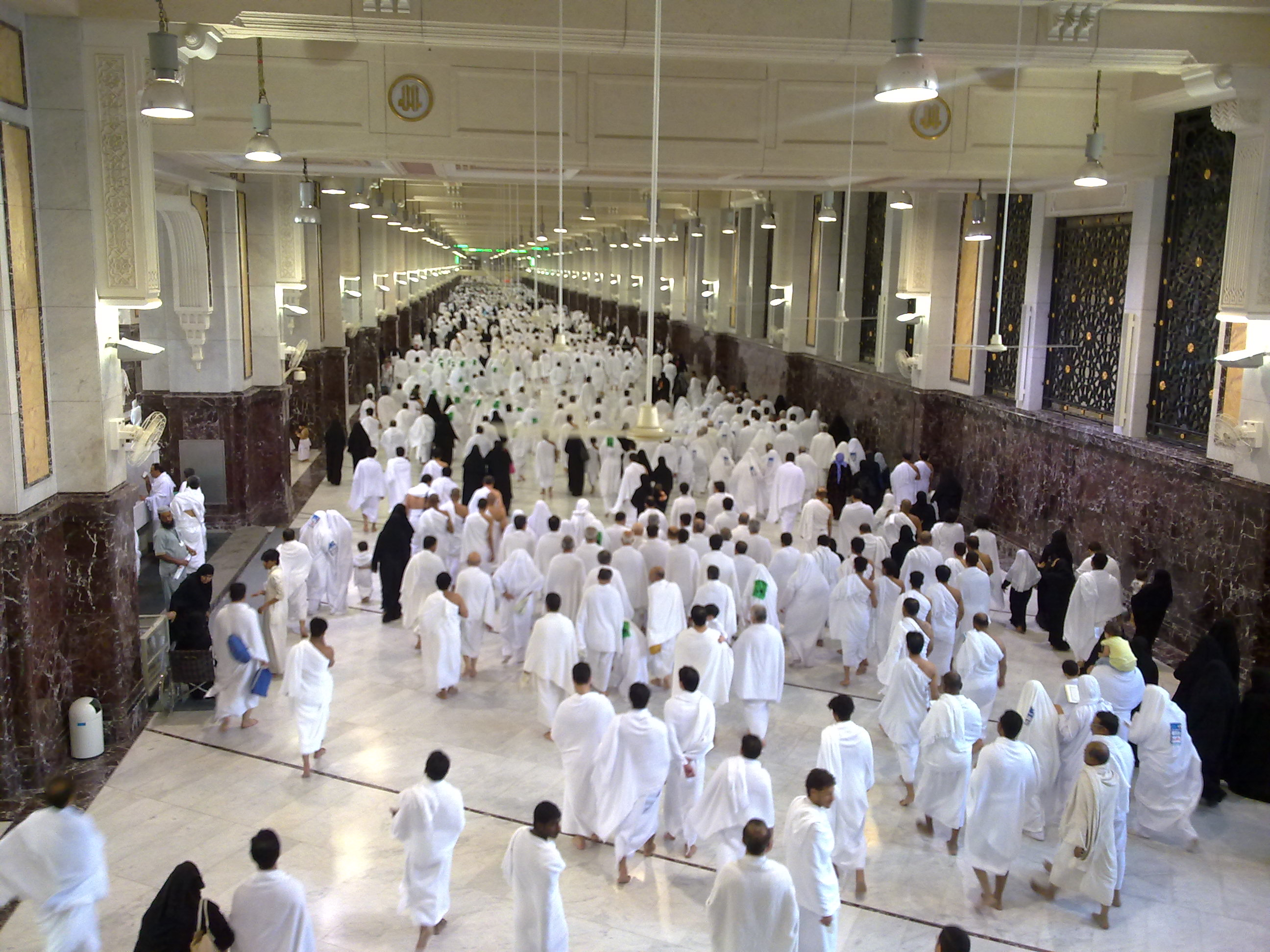
マルワへ向かう歩道
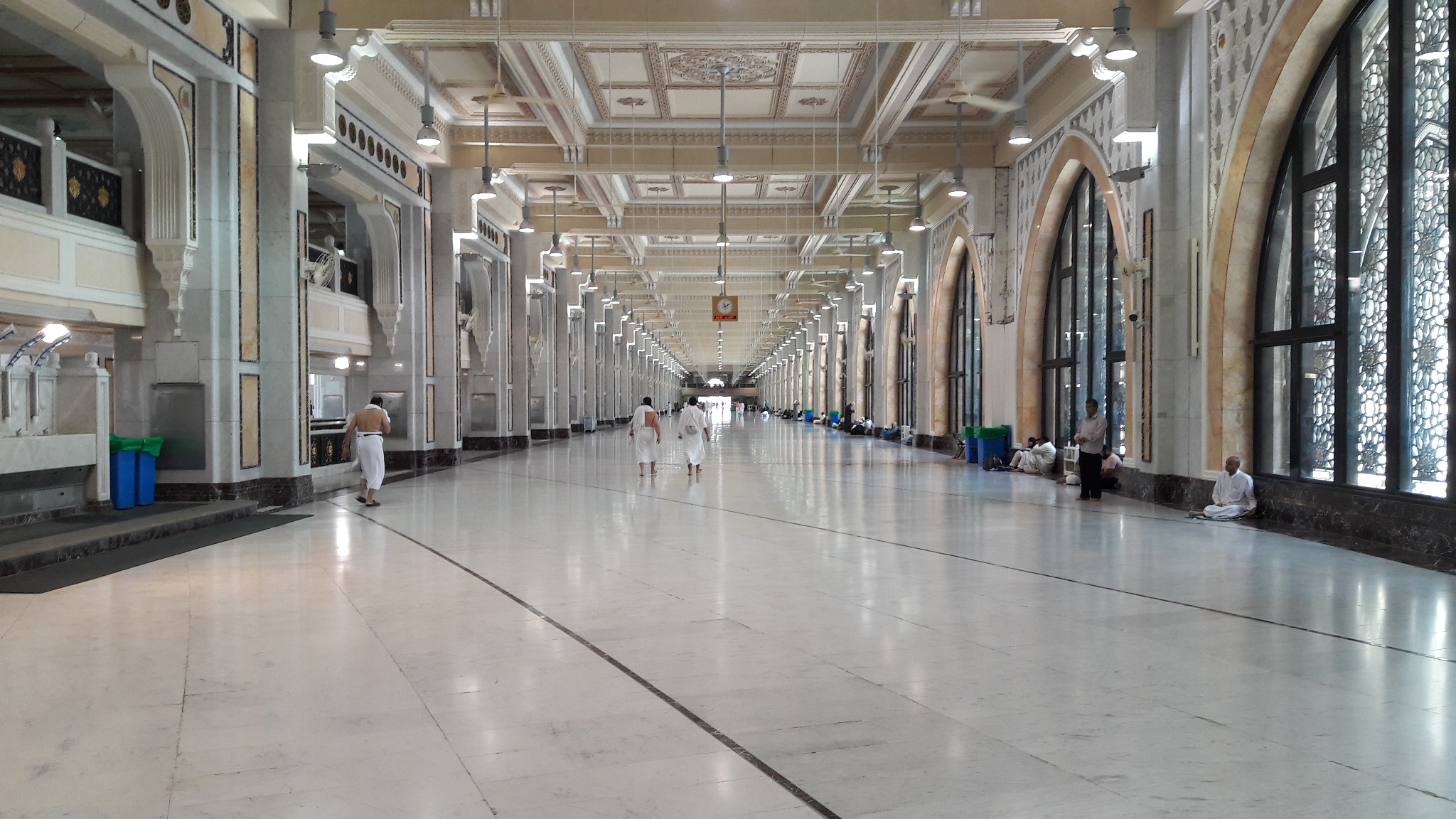
マルワ方向
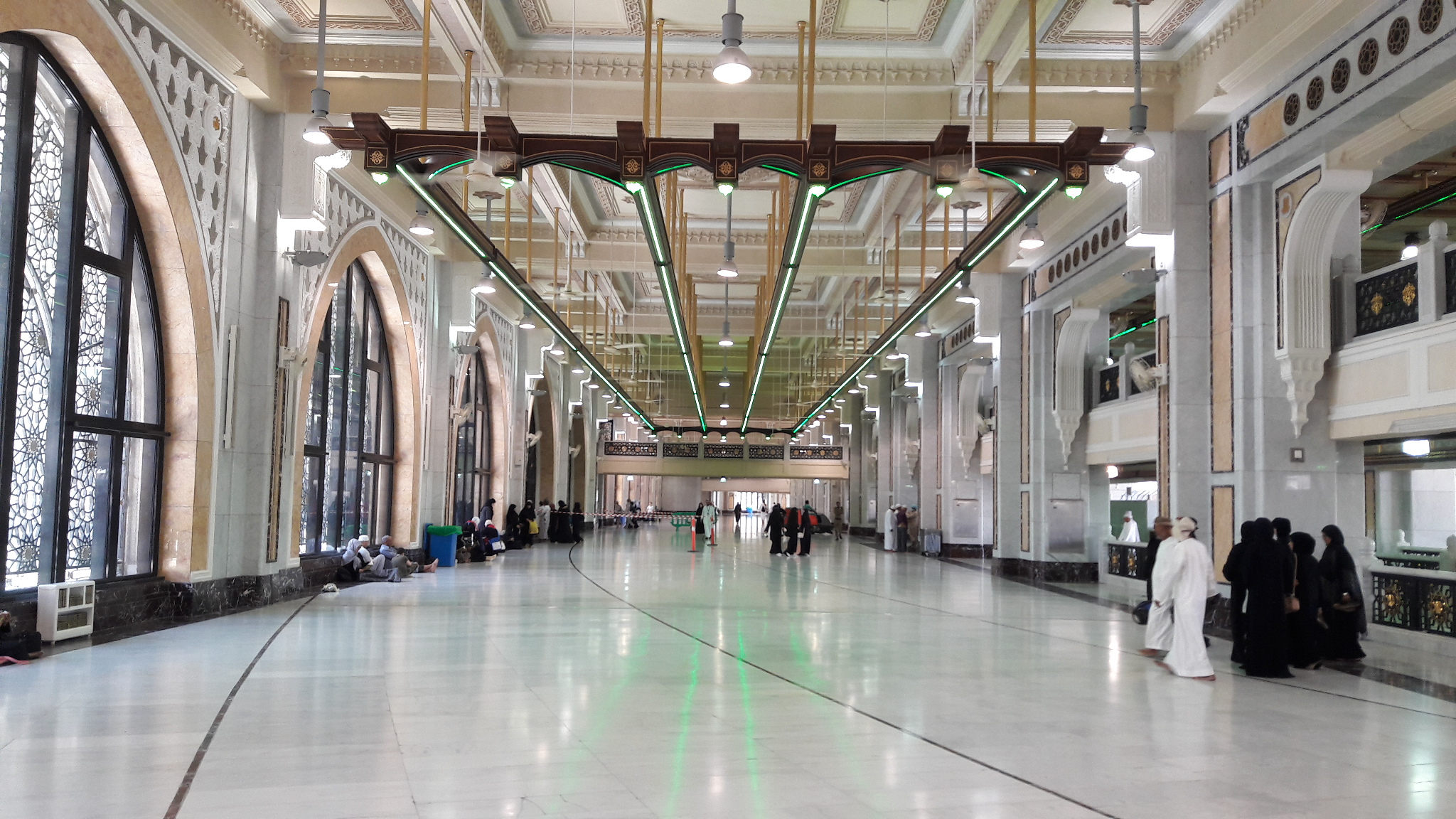
サファ方向